# Diuris heberlei
Diuris heberlei är en orkidéart som beskrevs av David Lloyd Jones. Diuris heberlei ingår i släktet Diuris och familjen orkidéer. Inga underarter finns listade i Catalogue of Life.